# Chibu
Chibu (jap. 知夫村 Chibu-mura) – wieś w Japonii, na wyspie Chiburijima, w prefekturze Shimane. Według danych na rok 2020 miejscowość zamieszkiwało 634 mieszkańców , a gęstość zaludnienia wyniosła 46,3 os./km².